# Quezaltepeque (El Salvador)
Quezaltepeque ist eine Stadt im Departamento La Libertad in El Salvador. Die Stadt hat 56.181 Einwohner (Stand 2013) und eine Fläche von 125,38 km². Sie liegt auf einer Höhe von 514 Metern nördlich des Naturschutzgebietes Parque Nacional El Boqueron an der Hauptstraße Panamericana rund 20 Kilometer nördlich von San Salvador.

## Geschichte
Die Siedlung wurde in der Zeit vor Christoph Kolumbus mit dem Namen in der Pipil-Sprache Cerro del Quetzal gegründet. Quetzal ist der Name eines Vogels der Gattung Trogone der in dieser Region beheimat ist.
Im Jahr 1550 lebten dort etwa tausend Pipilenen, die Siedlung gehörte damals zum Gebiet der Herrschaft von Kuskatan. Im Laufe der Zeit änderte sich der Siedlungsname in Quezaltepec (um 1740) danach San José Quezaltepeque und nach der Gründung des Departamento La Libertad erhielt sie 1865 den heutigen Namen Quezaltepeque ohne den Zusatz San José. In den historischen Aufzeichnungen erhielt die Siedlung am 10. März 1874 den Titel einer Villa. 1890 verzeichnete Quezaltepeque eine Bevölkerung von 5.486 Einwohnern. Am 6. April 1905 erhielt der Ort den Titel der Stadt (Ciudad Quezaltepeque).
Der Vulkan El Jabalí in unmittelbarer Nähe der Stadt brach zuletzt im Jahr 1917 aus.

## Sehenswertes
- Autódromo Internacional El Jabali

## Söhne und Töchter der Stadt
- Salvador Sánchez Cerén (* 1944), Präsident von El Salvador